# Hibiscus donianus
Hibiscus donianus là một loài thực vật có hoa trong họ Cẩm quỳ. Loài này được D.Dietr. mô tả khoa học đầu tiên năm 1847.